# Luftwaffen-Sportverein Rerik
Il Luftwaffen-Sportverein Rerik, meglio conosciuto come LSV Rerik, è stata una società di calcio tedesca, con sede a Rerik.

## Storia
Il Luftwaffen-Sportverein Rerik fu fondato nel 1940 in prossimità della locale Flak-Artillerieschule 1 (Scuola di Artiglieria 1). La squadra venne inserita nella Sportbereichsklasse Mecklenburg per la Gauliga 1942-1943. Nella stagione d'esordio ottenne il terzo posto finale, mentre la stagione successiva, il LSV Rerik vinse il campionato locale, ottenendo la qualificazione alla fase nazionale del torneo. La squadra fu eliminata al primo turno dai campioni pomerani del HSV Groß Born.
Successivamente, il club si ritirò dal campionato nel settembre 1944 a causa del prosieguo negativo per la Germania della seconda guerra mondiale e sciolto.